# Вязалов, Сергей Юрьевич
Сергей Юрьевич Вязалов (род. 4 июня 1956) — российский государственный деятель, дипломат. Чрезвычайный и полномочный посол (2016).

## Биография
Окончил Ленинградский инженерно-строительный институт (1978) и Ленинградский финансово-экономический институт (1986). Владеет английским и немецким языками.
В 1980—1987 годах — старший инженер, начальник отдела, главный инженер Треста эксплуатации дорог Дорожно-мостового управления Ленгорисполкома.
В 1987—1989 годах — инструктор промышленно-транспортного отдела Куйбышевского райкома КПСС (Ленинград).
В 1989—1994 годах — заместитель председателя Куйбышевского райисполкома, глава администрации Куйбышевского района Ленинграда/Санкт-Петербурга.
В 1994—1996 годах — первый заместитель председателя Комитета экономики и финансов Администрации Санкт-Петербурга, руководитель управления финансирования жилищно-коммунального хозяйства.
В 1996—1997 годах — советник управляющего Северо-Западным региональным центром «Инкомбанка».
В 1997—1999 годах — генеральный директор ОАО «Ленэнерго».
В 1999—2000 годах — советник председателя правления РАО «ЕЭС России» в Москве.
В 2000—2002 годах — первый заместитель генерального директора, генеральный директор «Гознака».
В 2002—2004 годах — первый заместитель министра финансов России.
В 2004—2005 годах — заместитель полномочного представителя президента России в Южном федеральном округе.
В 2005—2011 годах — заместитель начальника Управления президента России по внешней политике.
В 2011—2014 годах — вице-губернатор Санкт-Петербурга.
С 22 августа 2015 по 5 февраля 2024 года — генеральный директор МИД России.

## Классный чин и дипломатический ранг
- Действительный государственный советник Российской Федерации 1 класса (28 августа 2003)[3]
- Чрезвычайный и полномочный посол (10 февраля 2016)[4].

## Награды
- Орден Дружбы (22 февраля 2004) — за заслуги в становлении государственно-правовых институтов в Чеченской Республике[5].
- Орден Почёта (4 июня 2006) — за большой вклад в обеспечение деятельности Президента Российской Федерации и многолетнюю добросовестную работу[6].
- Орден Александра Невского (26 декабряя 2016) — за заслуги в деле государственного строительства, многолетнюю добросовестную работу и высокие результаты, достигнутые при исполнении служебных обязанностей[7].
- Орден «За заслуги перед Отечеством» IV степени (12 февраля 2021) — за большой вклад в реализацию внешнеполитического курса Российской Федерации и многолетнюю добросовестную дипломатическую службу[8].
- Почётная грамота Президента Российской Федерации (25 января 2010) — за большой вклад в обеспечение председательства Российской Федерации в Шанхайской организации сотрудничества в 2008-2009 годах, подготовку заседания Совета глав государств - членов Шанхайской организации сотрудничества и первого саммита БРИК (Бразилия, Россия, Индия, Китай) в Екатеринбурге в 2009 году[9].
- Благодарность президента Российской Федерации (23 ноября 2007) — за активную работу по подготовке и проведению XI Санкт-Петербургского международного экономического форума[10].
- Благодарность президента Российской Федерации (24 декабря 2008) — за активное участие в подготовке и проведении Петербургского международного экономического форума и встреч глав государств - участников Содружества Независимых Государств[11].
- Благодарность президента Российской Федерации (20 июля 2020) — за активное участие в подготовке и проведении саммита и экономического форума Россия - Африка в 2019 году в городе Сочи[12].
- Лауреат Государственной премии Российской Федерации.